# Yangtze Memory Technologies
Yangtze Memory Technologies Corp (amb acrònim anglès YMTC) és un fabricant de dispositius integrats de semiconductors de propietat estatal xinès especialitzat en xips de memòria flash (NAND). Fundada a Wuhan, Xina el 2016, l'empresa és una filial de Tsinghua Unigroup. Els seus productes de consum es comercialitzen sota la marca Zhitai.
A partir del 2020, YMTC està utilitzant un procés de 20 nm per fer flaix NAND 3D de 64 capes. L'abril de 2020, la companyia va presentar el seu primer xip NAND vertical de 128 capes basat en l'arquitectura Xtacking, que des de llavors ha entrat en producció.
Tsinghua Unigroup va fundar YMTC el juliol de 2016, juntament amb el govern de la província de Hubei i el fons d'inversió de la indústria de circuits integrats de la Xina "Big Fund" nacional xinès amb una inversió total de 24.000 milions de dòlars.
A partir del 2021, YMTC planejava la seva segona fàbrica amb una capacitat de 100.000 oblies al mes que duplicarà la seva producció total fins a 200.000 ppm. Les agències de notícies van informar el gener de 2022 que YMTC va descartar la seva intenció de construir una segona fàbrica NAND 3D anunciada el 2017, citant problemes financers greus a Tsinghua Unigroup, la seva empresa matriu. Bloomberg News va informar el març de 2022 que Apple està explorant la compra de xips NAND de YMTC per diversificar els seus venedors de xips NAND. El maig de 2022, PCI-SIG enumera dos controladors SSD de YMTC com a verificats, cosa que indica que YMTC segueix els passos dels seus competidors dissenyant els seus propis controladors SSD. L'agost de 2022, el tabloide Global Times, propietat del Partit Comunista Xinès, va afirmar que YMTC va presentar el X3-9070, el seu primer xip NAND 3d de 232 capes. L'octubre de 2022, Apple Inc. va anunciar que deixaria un pla per utilitzar xips de memòria YMTC als seus telèfons.